# Smulți
Smulți – wieś w Rumunii, w okręgu Gałacz, w gminie Smulți. W 2011 roku liczyła 1342 mieszkańców.